# Ljubački kiseljak
Ljubački kiseljak je mineralna voda koju se crpi na izvorištu u zaseoku Galušićima u selu Ljubačama. Drugi je izvor kisele vode na području Soliju, uz onaj u Kiseljaku. Ljubački je mlađeg nastanka. Godine 1947. građena je omladinska pruga Brčko - Banovići. Radi vodoopskrbe omladinskih brigada na tom području iskopan je plitki bunar u Galušićima. Ne zna je je li na mjestu gdje se kopalo već prije postojao prirodni izvor mineralne vode, no od tada je iskopani bunar postao "Ljubački kiseljak". Ljubački nije bio na glasu kao iz tuzlanskog Kiseljaka, pa nije bio izletište za teferiče i slične događaje lokalnog stanovništva i stanovnika šireg okruženja.
Ratne 1993. odlučilo se napraviti gospodarski konzorcij od subjekata iz soljanskog kraja. Prvo se razmatralo komercijalizirati mineralnu vodu iz Kiseljaka kod Tuzle, koja je bila na glasu kao ljekovita i da godi. Budući da nije bilo drugih kiseljaka na tržištu, plasirana je na tržište. Konzorcij se raspao nakon tri godine i jedina zainteresirana bila je Tuzlanska pivara. Istraživanja su pokazala postojanje visokog postotka magnezija (Mg++) u vodi te odsustvo ili mali postotak sulfata (tzv. "gorke soli"). U mineralnoj vodi se uz željeni magnezij pojavljuju sulfati u većem postotku, što nije bilo kod tuzlanskog kiseljaka te mu je davalo pozitivno obilježje i jamčilo prođu na svjetskom tržištu. Prva istraživanja bila su površinska, uslijedila su dublja na više od 60 metara, a čini se da se kiseljak crpi i s veće dubine, od 200 do 300 metara, a da je "žila" u Ljubači kod Tuzle. Prema udjelu magnezija, Tuzlanski kiseljak s ljubačkog izvorišta četvrti je na međunarodnoj listi mineralnih voda po visini postotnog udjela magnezija.

## Vanjske poveznice
- Enver Brkić, hidrogeolog Napušteno izvorište, kopani bunar ili  "Stari ljubački kiseljak", Galušići
- Enver Brkić, hidrogeolog Novo izvorište, "Novi ljubački kiseljak"
- (boš.) Enver Brkić, hidrogeolog Elaborat pitka voda, Ljubače - Tuzla iz listopada 1998.